# Poștove
Poștove (în ucraineană Поштове) este o așezare de tip urban din raionul Bahcîsarai, Republica Autonomă Crimeea, Ucraina. În afara localității principale, mai cuprinde și satele Kazankî, Malînivka, Novopavlivka, Novovasîlivka, Prîiatne Svidannea, Rostuce, Samohvalove, Sevasteanivka, Topoli, Zavitne și Zubakine.

## Demografie
Componența lingvistică a așezării de tip urban Poștove
     Rusă (86,2%)
     Tătară crimeeană (6,31%)
     Ucraineană (4,46%)
     Alte limbi (0,5%)
Conform recensământului din 2001, majoritatea populației așezării de tip urban Poștove era vorbitoare de rusă (86,2%), existând în minoritate și vorbitori de tătară crimeeană (6,31%) și ucraineană (4,46%).